# Hank DeZonie
Henry Lincoln "Hank" DeZonie (nacido el 12 de febrero de 1922 en Nueva York, Nueva York y fallecido el 2 de enero de 2009 en Harlem, Nueva York) fue un jugador de baloncesto estadounidense que disputó una temporada en la NBA, además de jugar en la NBL y la ABL. Con 1,98 metros de estatura, jugaba en la posición de ala-pívot. Fue el cuarto afroamericano en jugar en la NBA, tras Chuck Cooper, Nat “Sweetwater” Clifton y Earl Lloyd.

## Trayectoria deportiva

### Universidad
Jugó durante su etapa universitaria en los Panthers de la Universidad Clark Atlanta, siendo hasta la fecha el único jugador de dicha institución en llegar a jugar en la NBA.

### Profesional
Tras dejar la universidad, se unió en 1943 a los New York Rens, un equipo de exhibición compuesto en su totalidad por jugadores negros. En 1947 jugó con los Paterson Crescents de la ABL, donde promedió 17,0 puntos por partido, y al año siguiente con los Dayton Rens de la NBL, donde fue el mejor anotador del equipo, promediando 12,4 puntos por partido.
Al año siguiente regresó a la ABL, a los New York Harlem Yankees, donde fue uno de los mejores anotadores de la liga, promediando 17,3 puntos por partido. En diciembre de 1950 fichó por los Tri-Cities Blackhawks de la NBA, donde únicamente llegó a jugar cinco partidos, debido principalmente a la discriminación racial y a los desacuerdos con su entrenador. En total promedió 3,4 puntos y 3,6 rebotes por partido.
Regresó posteriormente de nuevo a la ABL, donde jugó tres temporadas más, siempre entre los mejores anotadores.

## Estadísticas de su carrera en la NBA

### Temporada regular
| Temporada | Edad | Equipo                | Liga | Pos. | P | TIT | MIN | TC  | TCA | %TC  | 3P | 3PA | %3P | TL  | TLA | %TL  | R.OF. | R.DEF. | REB | ASIS | ROB | TAP | PER | FP  | PTS |
| 1950-51   | 28   | Tri-Cities Blackhawks | NBA  |      | 5 |     |     | 1.2 | 5.0 | .240 |    |     |     | 1.0 | 1.4 | .714 |       |        | 3.6 | 1.8  |     |     |     | 1.2 | 3.4 |
| Total     |      |                       | NBA  |      | 5 |     |     | 1.2 | 5.0 | .240 |    |     |     | 1.0 | 1.4 | .714 |       |        | 3.6 | 1.8  |     |     |     | 1.2 | 3.4 |